# Apideona
Apideona  este un oraș în Grecia în Prefectura Ahaia.